# Matías Sarraute
Matías Ezequiel Sarraute (Mar del Plata, Provincia de Buenos Aires, Argentina, 1 de octubre de 1990) es un futbolista argentino. Juega como mediocampista ofensivo o enganche y su primer equipo fue Aldosivi de Mar del Plata. Actualmente milita en Club Cipolletti del Torneo Federal A.

## Clubes
| Club                         | País      | Año       |
| ---------------------------- | --------- | --------- |
| Aldosivi de Mar del Plata    | Argentina | 2010-2013 |
| Alvarado de Mar del Plata    | Argentina | 2013-2014 |
| Deportes Concepción          | Chile     | 2014-2015 |
| Independiente de Neuquén     | Argentina | 2016      |
| Colón FC                     | Ecuador   | 2016      |
| Portuguesa FC                | Venezuela | 2017      |
| Unión Aconquija de Catamarca | Argentina | 2017      |
| River Plate de Mar del Plata | Argentina | 2018      |
| Unión de Sunchales           | Argentina | 2018-2019 |
| Club Cipolletti              | Argentina | 2019      |